# Inboedel
De inboedel (soms boedel) is alles wat zich in een opstal bevindt en er min of meer toe behoort, maar er geen deel van uitmaakt. Bedoeld wordt: stoelen, tafels, gordijnen enz.
Bij een woning wordt vaak gesproken van huisraad.
De inboedel is niet verzekerd bij schade aan het huis. Er dient daarvoor een aparte inboedelverzekering te worden afgesloten.
In samenstellingen wordt vaak van boedel gesproken, bijvoorbeeld boedelbeschrijving, boedelscheiding, boedelbak. Bij een gedwongen verkoop van de boedel, spreekt men vaak van boeldag.